# Округ Лејк (Охајо)
Округ Лејк (енгл. Lake County) је округ у америчкој савезној држави Охајо.

## Демографија
По попису из 2010. године број становника је 230.041, што је 2.53 (1,1%) становника више него 2000. године.
| Група             | 2000.           | 2010.           |
| Белци             | 214.881 (94,4%) | 208.994 (90,9%) |
| Афроамериканци    | 4.527 (2,0%)    | 7.306 (3,2%)    |
| Азијати           | 2.048 (0,9%)    | 2.611 (1,1%)    |
| Хиспаноамериканци | 3.879 (1,7%)    | 7.825 (3,4%)    |
| Укупно            | 227.511         | 230.041         |